# Crispy
Crispy var et dansk bubblegum dance-band, der blev dannet i København i 1997 af musikproducent Mads B.B. Krog og musikerne Christian Møller og Mette Christensen. Deres vigtigste hits er "Licky Licky" fra albummet 1998 The Game og deres enormt succesrige 2000-single "In & Out".
Gruppens debutalbum, The Game, blev indspillet i 1997, men det blev ikke udgivet før i midten af 1998. Og flere versioner af albummet blev udgivet, hvor den mest almindelige var 12 numre. Den japanske version af albummet indeholdt fire eksklusive bonusspor, herunder to uudgivne sange som "Bad Girls" og "Happy King". Bandet var meget succesrig i Skandinavien og Asien og blev tildelt "Pop Shop Award '98" for bedste skandinaviske debutudgivelse i 1998 blandt 15 nominerede. Gruppen har optrådt over 150 koncerter i hele Europa og turneret også i slutningen af 1998 i Japan og optrådt i Tokyo, Nagoya og Osaka.

## Diskografi

### Album
- The Game (1998)

### Singler
- "Kiss Me Red" (1998)
- "Licky Licky" (1998)
- "Love Is Waiting" (1998)
- "Calendar Girl" (1998)
- "Mr. Dinosaur" (1999)
- "DJ Santa" (1999)
- "I Like..." (2000)
- "In & Out" (2000)[4]